# Заячье (озеро, Карелия)
Заячье — пресноводное озеро на территории Амбарнского сельского поселения Лоухского района Республики Карелии.

## Общие сведения
Площадь озера — 8,2 км², площадь водосборного бассейна — 612 км². Располагается на высоте 71,5 метров над уровнем моря.
Форма озера лопастная, продолговатая: оно почти на десять километров вытянуто с запада на восток. Берега изрезанные, каменисто-песчаные, преимущественно возвышенные, местами заболоченные.
Через озеро течёт река Пулома, впадающая в Энгозеро. Воды Энгозера через реки Калгу и Воньгу попадают в Белое море.
В озере расположено не менее пяти безымянных островов различной площади.
Населённые пункты и автодороги вблизи водоёма отсутствуют.
Код объекта в государственном водном реестре — 02020000711102000003238.